# Rubinfejű tirannusz
A rubinfejű tirannusz (Pyrocephalus rubinus) a madarak (Aves) osztályának verébalakúak (Passeriformes) rendjébe a királygébicsfélék (Tyrannidae) családjába tartozó faj.
Nemének a típusfaja.

## Előfordulása
A rubinfejű tirannusz előfordulási területe Bolívia délkeleti részétől, Brazíliától és Paraguaytól, egészen Argentínáig és Uruguayig tart. Korábban, mikor még egyedülinek vélték a nemében, jóval nagyobb elterjedési területet szántak neki.

## Megjelenése
Ennek a madárfajnak a fej-testhossza 14–17 centiméter, szárnyhossza 7,5–8 centiméter. A hím tollazata jellegzetesen világító vörös és sötétbarna színezetű. A tojó háta sötétszürke, nyaka és melle krém-fehér, hasa és alsó farokfedői őszibarack-színűek.

## Életmódja
Nem rejtőzködő madár, bátran üldögél megfigyelőhelyén és nagyon kíváncsi. Tápláléka rovarok, amiket általában röptükben kap el, de néha a talajon is keresi őket.

## Szaporodása
A költési időszak térségenként változó. Évente egyszer-háromszor költ. A fészek kis ágacskákból áll, amelyek köré a madarak még vékonyabb gallyakat, fűszárakat, száraz avart és pókhálót fonnak; a fészket az ágakhoz is pókhálóval erősítik; belsejét növényi gyapottal, tollal, szőrrel és más puha anyagokkal bélelik ki. Egy fészekalj általában 3 tojásból áll; más tirannuszfélék tojásaitól szokatlanul sötét foltjaik különböztetik meg őket. A kotlás 12 napig tart, inkább a tojó költ, a hím eközben védelmezi a fészket. A fiatal rubinfejű tirannuszok 15 nap után repülnek ki.